# Майский (платформа)
Ма́йский (бел. Майскi) — остановочный пункт электропоездов в Пуховичском районе (Минская область, Беларусь).
Расположен в 76 километрах от Минска (станции Минск-Пассажирский) между остановочными пунктами Блужа и Веселовский (юго-восточное направление железнодорожной линии). 
Примерное время в пути со всеми остановками от ст. Минск-Пассажирский — 1 ч. 30 мин.; от ст. Пуховичи — 13 мин.
Ближайший населённый пункт — агрогородок Блужа, который является центром Блужского сельсовета (примыкает с северной и северо-восточной стороны платформы). Вблизи остановочного пункта также находится посёлок Блужа и несколько садоводческих товариществ.
Название остановочного пункта связано с одноимённым колхозом, центральная усадьба которого располагалась в деревне (ныне - агрогородке) Блужа в советские времена.